# 3Rイニシアティブ
3Rイニシアティブとは、廃棄物の発生を減らす（リデュース）、再使用（リユース）、再生利用（リサイクル）からなる3R活動を通じて循環型社会の構築を国際的に推進することを提唱したものである。

## 概要
2004年6月、小泉総理が提唱し、G8サミット（シーアイランドサミット）において合意された。2005年4月、東京にて3Rイニシアティブ閣僚会合を開催し、国際協力の下で、3Rイニシアティブに関する行動計画が決定した。人類の課題である環境と経済の両立した循環型社会を構築するための行動計画として、国際的な取り組みを進めるべく「3Rを通じた循環型社会の構築を国際的に推進するための日本の行動計画（略称:ゴミゼロ国際化行動計画）」を推進することとなった。
日本国政府を主催として始まり、世界的に「もったいない」が広まった要因である。